# Agathia diversiformis
Agathia diversiformis är en fjärilsart som beskrevs av W. Warren 1894. Agathia diversiformis ingår i släktet Agathia och familjen mätare. Inga underarter finns listade i Catalogue of Life.